# Міст-при-Братиславі
Міст-при-Братиславі (словац. Most pri Bratislave) — село, громада округу Сенець, Братиславський край, південно-західна Словаччина. Кадастрова площа громади — 19,01 км². Поруч протікає Шурський канал.
Населення 3400 осіб (станом на 31 грудня 2017 року).

## Історія
Міст-при-Братиславі згадується 1283 року.

## Населення
| Рік:            | 1994. | 2004.   | 2014.    | 2024.    |
| --------------- | ----- | ------- | -------- | -------- |
| Кількість осіб: | 1527  | 1594    | 2590     | 4533     |
| Різниця:        |       | +4,38 % | +62,48 % | +75,01 % |

| Рік:            | 2023. | 2024.   |
| --------------- | ----- | ------- |
| Кількість осіб: | 4425  | 4533    |
| Різниця:        |       | +2,44 % |